# Protea recondita
Protea recondita är en tvåhjärtbladig växtart som beskrevs av Buek och Meissn.. Protea recondita ingår i släktet Protea och familjen Proteaceae. Inga underarter finns listade i Catalogue of Life.